# Eric Marcotte
Eric D. Marcotte (* 8. Februar 1980 in Marquette) ist ein US-amerikanischer Radrennfahrer.
Viele Jahre, bis 2012, bestritt Eric Marcotte ausschließlich heimische Radrennen als Hobby. 2007 sowie 2008 gewann er das Kriterium von Quad Cities sowie mehrfach Etappen, wie etwa beim Valley of the Sun Stage Race, der Tour of Murrieta und dem Joe Martin Stage Race. 2011 wurde er zweifacher nationaler Masters-Meister, im Straßenrennen sowie im Kriterium.
2013 erhielt Marcotte seinen ersten Vertrag bei einer Profi-Mannschaft. Im Jahr darauf wurde er US-amerikanischer Meister im Straßenrennen und entschied eine Etappe der Vuelta a la Independencia Nacional in der Dominikanischen Republik.
Marcotte lebt in Scottsdale, Arizona, ist ausgebildeter Doktor der Chiropraktik und betreibt weiterhin neben seiner Radsportlaufbahn seine Praxis. Im Peloton wird er deshalb Dr. Eric genannt.

## Erfolge
2014
- eine Etappe Vuelta a la Independencia Nacional
- US-amerikanischer Meister – Straßenrennen

2015
- US-amerikanischer Meister – Kriterium
- Panamerikanische Spiele – Straßenrennen

2016
- eine Etappe Tour of the Gila